# Aubrey Davis
Aubrey D. Davis (Apache, 28 marzo 1921 – Oklahoma City, 23 novembre 1996) è stato un cestista e giocatore di baseball statunitense, professionista nella BAA e nella NBL.